# Esquema elèctric

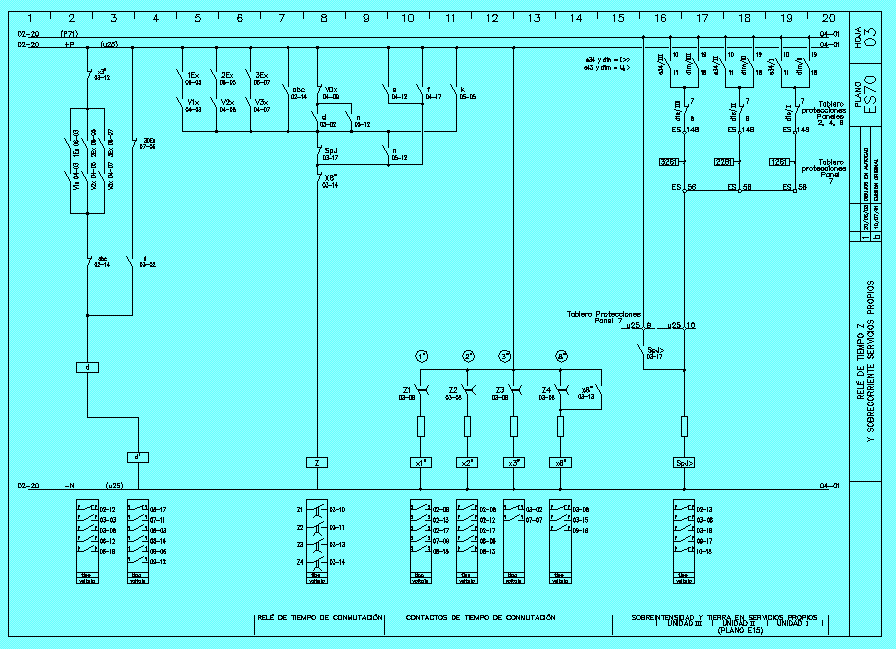
Esquema elèctric típic d'un circuit de comandament i control.

Un  esquema elèctric  és una representació gràfica d'una instal·lació elèctrica o de part d'ella, en què queda perfectament definit cada un dels components de la instal·lació i la interconnexió entre ells.

## Elements típics en un esquema elèctric
La següent és una relació bàsica d'elements gràfics que se solen trobar en un esquema elèctric.

### Llegendes
En un esquema, els components s'identifiquen mitjançant un descriptor o referència que s'imprimeix a la llista de parts. Per exemple, M1 és el primer Motor, K1 és el primer Contactor, Q1 és el primer Interruptor. Sovint el valor del component es posa en l'esquemàtic al costat del símbol de la part. Les llegendes (com a referència i valor) no han de ser creuades o envaïdes per cables, ja que això fa que no s'entenguin aquestes llegendes.

### Símbols
Els estàndards o normes en els esquemàtics varien d'un país a un altre i han canviat amb el temps. L'important és que cada dispositiu es representi mitjançant un únic símbol al llarg de tot l'esquema, i que quedi clarament definit mitjançant la referència i en la llista de parts.

### Cablejat i connexions
El cablejat es representa amb línies rectes, posant-generalment les línies d'alimentació a la part superior i inferior del dibuix i tots els dispositius, i les seves interconnexions, entre les dues línies.
Les unions entre cables solen indicar mitjançant cercles, o altres gràfics, per diferencials dels simples creuaments de línies (de l'esquema) que no estan connectades tot i creuar-se en el dibuix.